# Pontiffroy

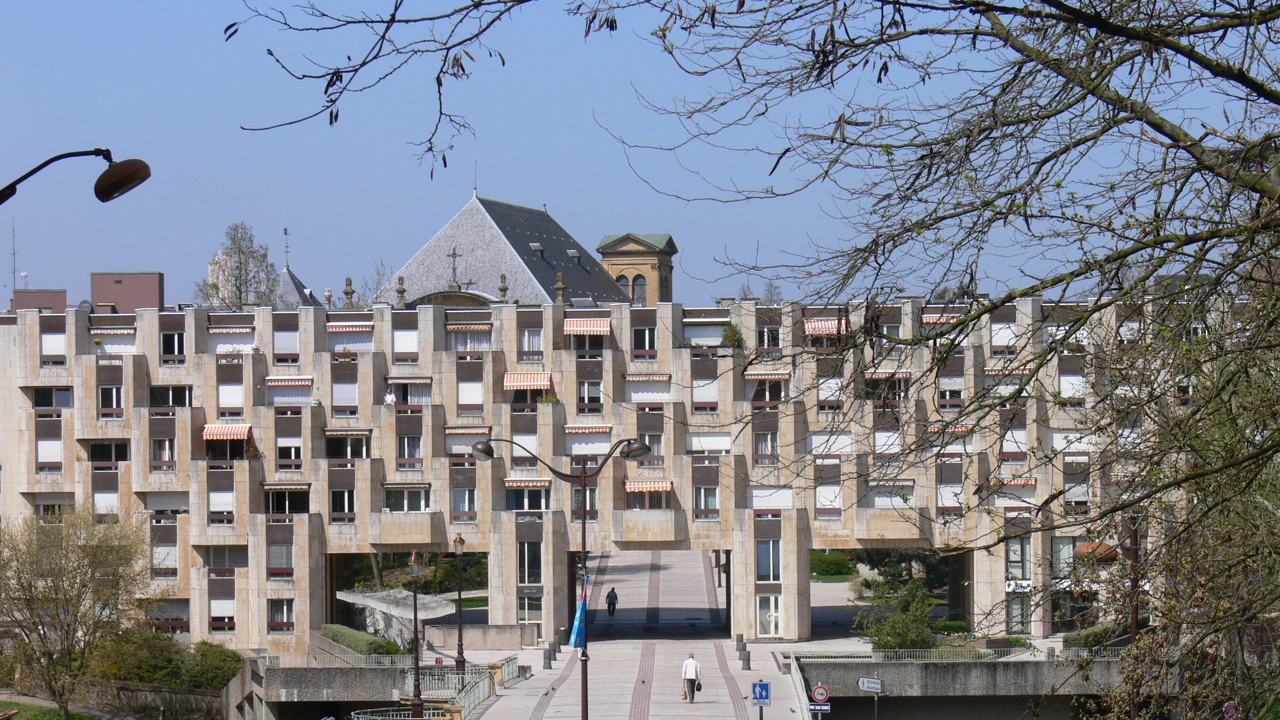
Entrée du Pontiffroy, en arrière, l'Abbaye Saint-Clément vestige d'avant l'urbanisation des années 1970

Le Pontiffroy (du nom du premier pont Thieffroy, actuel pont de Thionville) est un quartier de la ville de Metz situé dans le secteur des Îles, sur l’île Chambière. 

## Toponymie
Le quartier doit son nom à un pont construit au XIIIe siècle sur le grand bras de la Moselle, en
l’honneur   d’un   dénommé  Thiefroid,  Thieffrois,  Thieffroy,  Theffridu   ou  Tiffroy.

## Histoire

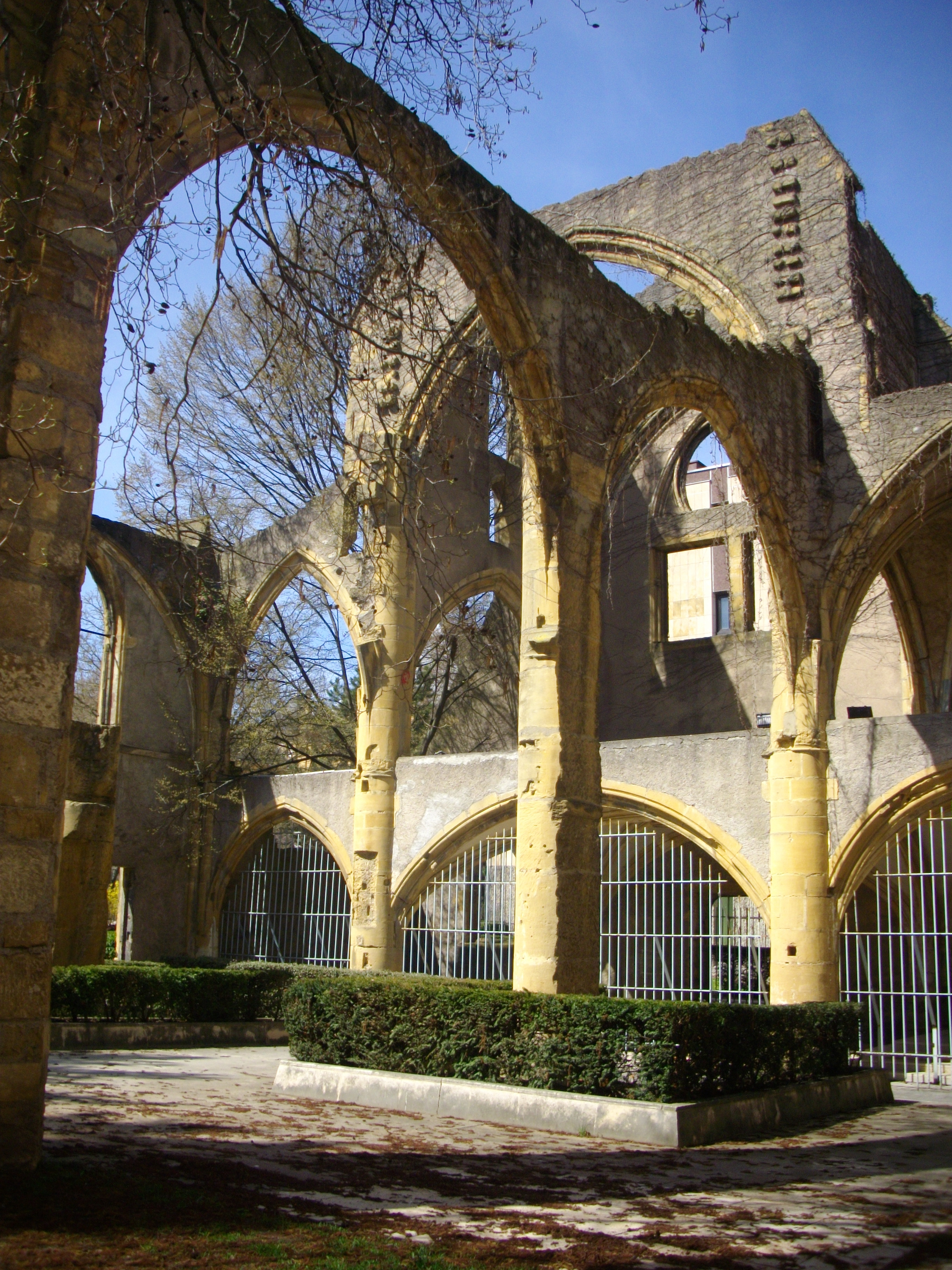
Ruines de l'église Saint-Livier, édifice du XIIIe siècle, dégagé de ses maisons attenantes dans les années 1960

Séparé de l’oppidum de Sainte-Croix par la rivière de la Moselle, il fut urbanisé dès l’époque romaine. Au Moyen Âge il est le siège de trois paroisses et d'une abbaye. Plus tard, c'est l'abbaye Saint-Clément, hors des murs de la ville jusqu'en 1552, qui s'y implante.

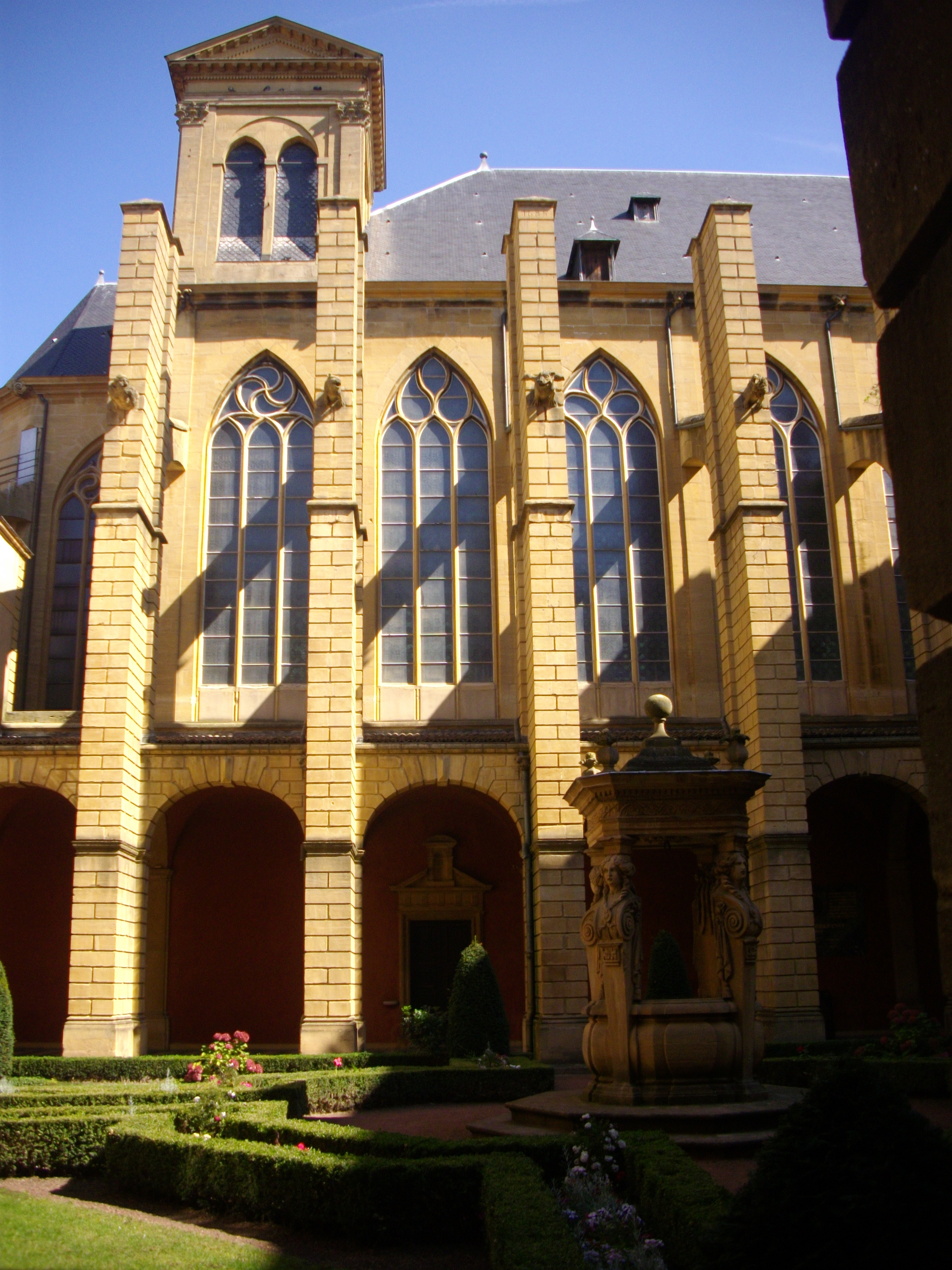
Cloître de l'hôtel de Région et abbatiale Saint-Clément

Quartier populaire et malfamé, jusqu'à la rénovation des années 1960/1970, il abrite alors un grand nombre d'immigrés venus d'Afrique du nord. A l'approche de la fin de la guerre d'Algérie, ce quartier est le lieu de la Nuit des paras. À la suite d'une rixe au dancing le Trianon de Montigny-lès-Metz entre des Algériens - peut-être membres du FLN - et des parachutistes qui ont connu les affres de la guerre en Algérie, des coups de feu sont tirés. Le barman et un militaire sont tués. Les militaires crient vengeance. Dans la nuit du 23 au 24 juillet 1961, un groupe de parachutistes se rend dans le quartier du Pontiffroy, battant parfois jusqu'à la mort des immigrés. A la "ratonnade de Metz", qui fit 4 morts et 27 blessés selon les sources officielles, fait écho la répression policière à la manifestation du 17 octobre 1961 à Paris.
Dans les années 1960, sous l’impulsion du maire de Metz, Raymond Mondon, le Pontiffroy fit l’objet d’un vaste projet de rénovation urbaine. Malgré une richesse architecturale et historique inestimable, le quartier ne sera pas épargné comme pourra l'être plus tard le quartier Outre-Seille. Toute la zone a été rasée, à l’exception de l’église Saint-Clément, l’abbaye Saint-Clément, et quelques rares immeubles. De l'église Saint-Livier datant des XIIIe et XVe siècles, subsistent des ruines, paradoxalement rendues visibles par la rénovation urbaine des années 1960-70 qui ont causé sa destruction partielle. À la place devaient être érigées des barres fonctionnalistes caractéristiques de l’époque. Raymond Mondon s'éteignit en 1970. Son successeur, Jean-Marie Rausch, stoppa le projet et des immeubles de quatre à huit étages furent bâtis progressivement. L’urbanisme sur dalle caractérise la zone, ménageant en de nombreux endroits un niveau inférieur dévolu aux parkings et à la circulation automobile, et un niveau supérieur piétonnier. Les immeubles d’habitations existent autour du quartier qui possède en son centre des commerces de proximité.
Aujourd’hui le Pontiffroy est un secteur densément peuplé, comptant près de 2 000 habitants. C’est aussi un quartier administratif, avec l’hôtel de Police de Metz, la caisse d’allocations familiales et aussi l'hôtel de Région installé dans l’ancienne abbaye Saint-Clément où siège depuis 1983 le conseil régional de Lorraine. Le quartier est également connu pour la médiathèque qui y a été construite en 1977.

## Lieux remarquables

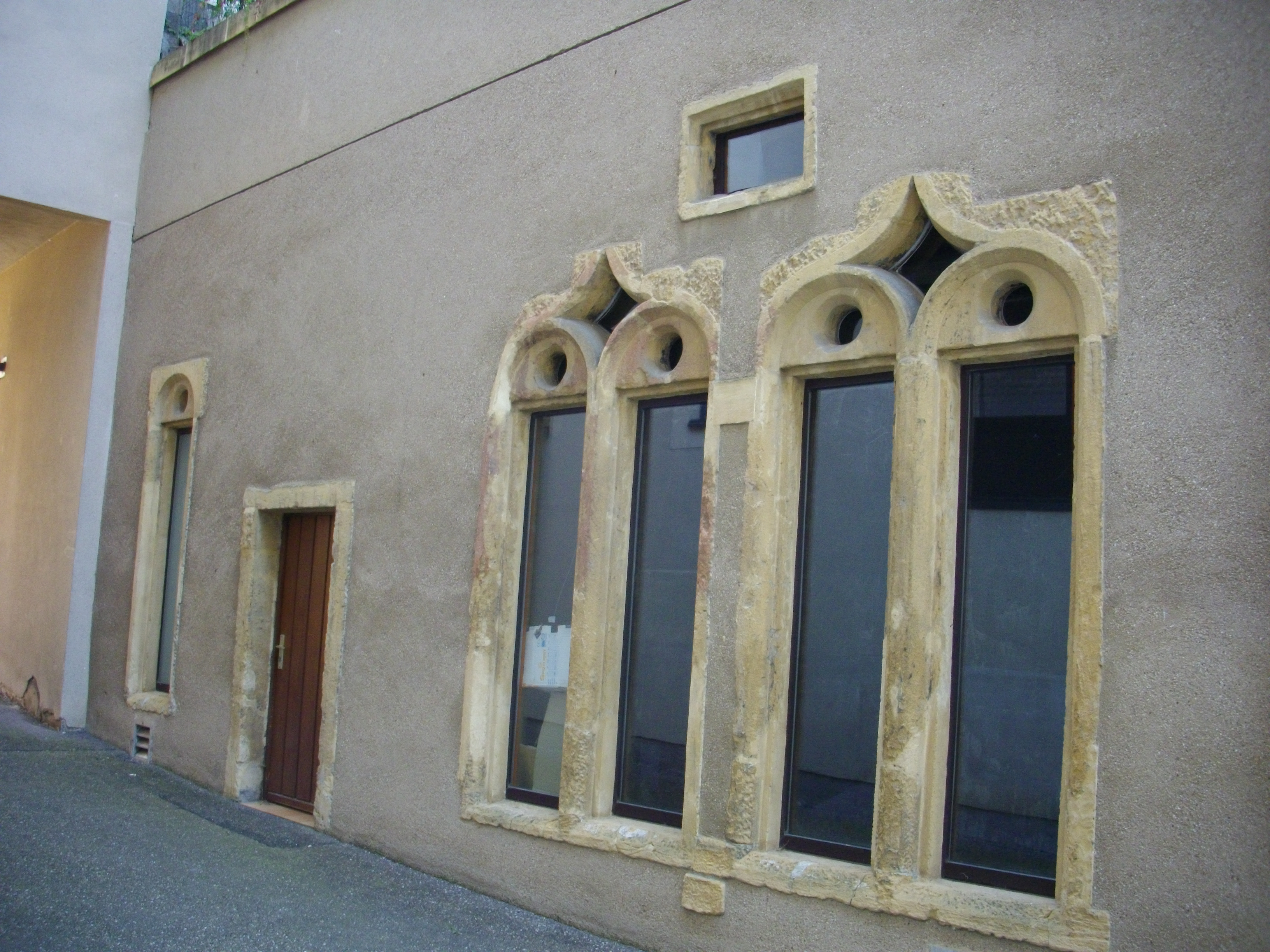
La chapelle du Petit-Saint-Jean, dont des éléments de façade ont été conservés

- abbaye cistercienne Notre-Dame de Pontifroid, XIVe – XVIIIe siècle disparue ;
- église Saint-Livier, XIIIe siècle ;
- chapelle du Petit-Saint-Jean, oratoire du début du XIIIe siècle ;
- église et abbaye Saint-Clément (hôtel de Région), XVIIe siècle ;
- bibliothèque et médiathèque municipale centrale ;
- hôtel d'Arros, XVIIIe siècle ;
- pont Saint-Georges, XIIIe siècle ;
- vestiges du quartier et moulin des Thermes et ancien lavoir en bord de Moselle ;
- hôpital Notre-Dame-de-Bon-Secours du XVIIIe siècle, rue Chambière ;

## Dans la littérature
Gilles Taurand livre de ce quartier une description assez morne dans son roman Exécution d’un soldat en gare de Metz, où le protagoniste s’y rend durant l’hiver et y remarque un snack esseulé.

## Personnalités liées au quartier
- André Schwarz-Bart, a grandi au Pontiffroy